# Marcello Forni
Pour les articles homonymes, voir Forni.
Marcello Forni (né le 11 août 1980 à Modène) est un joueur italien de volley-ball. Il mesure 2,00 m et joue central.

## Clubs
| Club                       | De        | À         |
| -------------------------- | --------- | --------- |
| Pallavolo Modène           | 1997-1998 | 1998-1999 |
| Pallavolo Reggio d'Émilie  | 1999-2000 | 1999-2000 |
| Adriavolley Trieste        | 2001-2002 | 2002-2003 |
| Gioia del Volley           | 2003-2004 | 2003-2004 |
| Lupi Pallavolo Santa Croce | 2004-2005 | 2004-2005 |
| Pallavolo Modène           | 2005-2006 | 2005-2006 |
| Gabeca Pallavolo Spa       | 2006-2007 | 2011-2012 |
| Blu Volley Vérone          | 2012-2013 | ...       |

## Palmarès
- Ligue des champions (1)
  - Vainqueur : 1998
- Coupe de la CEV
  - Finaliste : 2001
- Supercoupe d'Europe
  - Finaliste : 1997
- Championnat d'Italie
  - Finaliste : 1999
- Coupe d'Italie (1)
  - Vainqueur : 1998
- Supercoupe d'Italie
  - Finaliste : 1998